# Новоусинское сельское поселение
Новоусинское се́льское поселе́ние (тат. Яңа Усы авыл җирлеге, Yaña Usı awıl cirlege) — муниципальное образование в Муслюмовском районе Татарстана Российской Федерации.
Административный центр — село Новые Усы.

## История
Статус и границы сельского поселения установлены Законом Республики Татарстан от 31 января 2005 года № 30-ЗРТ «Об установлении границ территорий и статусе муниципального образования "Муслюмовский муниципальный район" и муниципальных образований в его составе».

## Население
| 2010 | 2011 | 2012 | 2013 | 2014 | 2015 | 2016 |
| ---- | ---- | ---- | ---- | ---- | ---- | ---- |
| 536  | ↘534 | ↘509 | ↘499 | ↘488 | ↘482 | ↘470 |
| 2017 | 2018 |      |      |      |      |      |
| ↘456 | ↘441 |      |      |      |      |      |

## Состав сельского поселения
| № | Населённый пункт | Тип населённого пункта       | Население |
| - | ---------------- | ---------------------------- | --------- |
| 1 | Бикмесь          | деревня                      |           |
| 2 | Новые Усы        | село, административный центр |           |